# Adra (Espagne)
Pour les articles homonymes, voir Adra.
Adra est une ville d'Espagne, dans la province d'Almería, communauté autonome d’Andalousie.
Adra est une station balnéaire et un port sur la mer Méditerranée, à 60 kilomètres au sud-ouest d'Almería, fondée par les Phéniciens sous le nom d'Abdera.

## Géographie

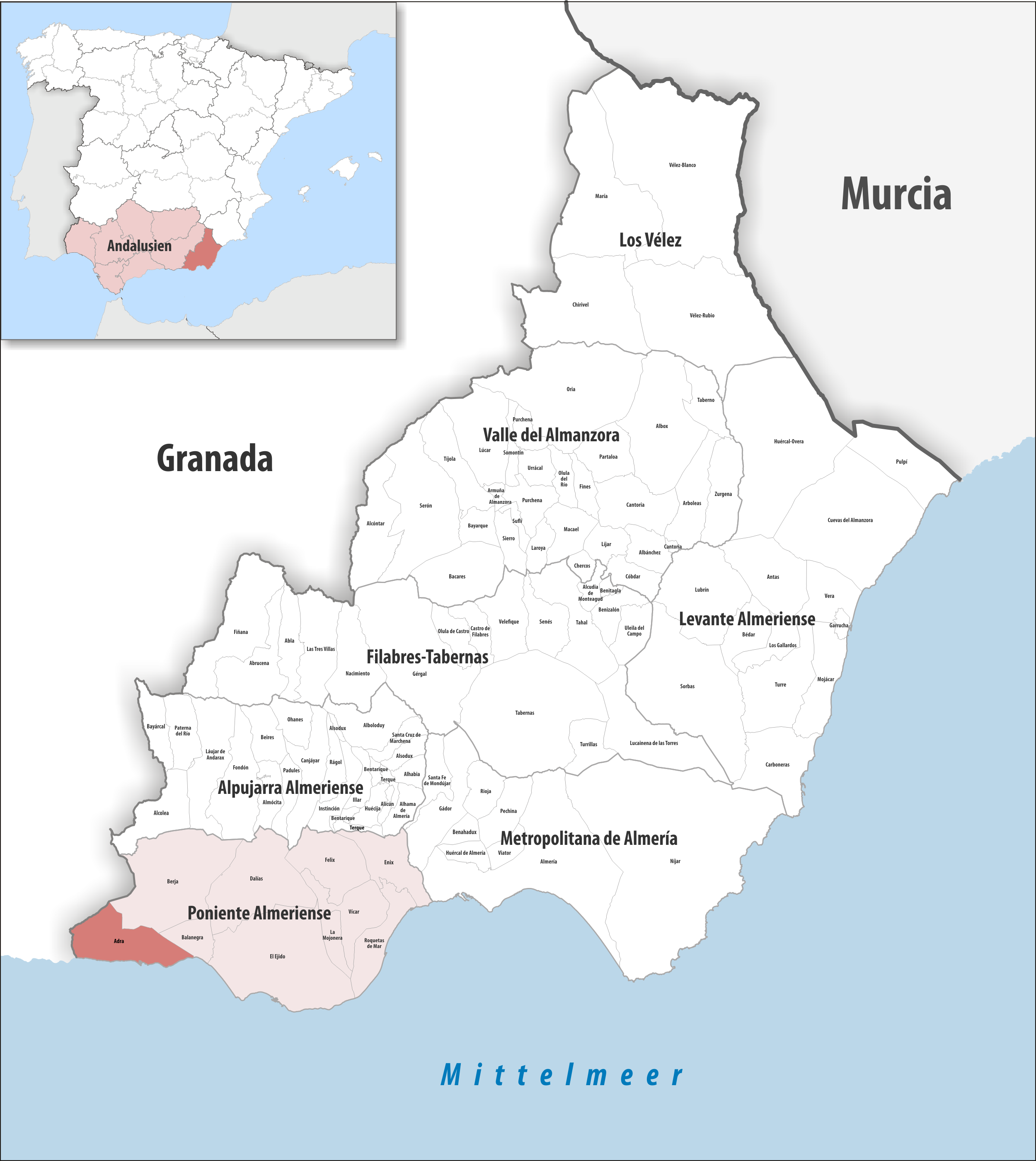
Adra dans la comarque Poniente almeriense, province d'Almería / en Andalousie

### Localisation
La commune d'Adra se trouve au bord de la côte méditerranéenne au sud-sud-est de l'Espagne, dans le sud de la province d'Almería et dans le sud-ouest de la comarque Poniente almeriense. Elle jouxte deux communes de la province de Genade : Albuñol (de la comarque Costa tropical) et Turón (de la comarque Alpujarra grenadine).
Almería est à 50 km est-nord-est ;
Grenade à 124 km nord-ouest ;
Madrid à 539 km nord ;
Malaga à 158 km ouest ;
Gibraltar à 296 km ouest-sud-ouest (distances par route).

## Histoire
Site phénicien d'Abdera
Ce site remonte au VIIe siècle av. J.-C.. 
La sierra de Gádor est riche en métaux et ses zones hautes sont reliées à la côte méditerranéenne par des rivières, c'est-à-dire des moyens de transport. Les conditions sont réunies pour que la sierra soit exploitée dès l'Antiquité, avec l'établissement d'un monopole du minerai de plomb appuyé sur un réseau commercial par voie maritime. La grande pureté de ses minerais de plomb sous forme de sulfures, dont la teneur en plomb est très élevée – plus de 66 % – y a largement contribué. Mais sa faible teneur en argent n'en a pas permis l'utilisation à l'époque où les phéniciens ont exploité la sierra. À Abdera, le travail du plomb est attesté par la présence de galène et de gouttes de plomb ; mais l'absence d'objets et de "lingots" de ce métal pourrait indiquer qu'il était commercialisé directement avec la galène, comme le suggèrent les données obtenues dans le gisement phénicien de La Fonteta (Guardamar del Segura, Alicante), Huelva ou Rio Tinto. Le plomb était exploité depuis les phases les plus anciennes de l'établissement, jusqu'au IVe siècle av. J.-C.. Il y avait des échanges d'objets de base en cuivre avec la zone du bassin de Vera depuis les VIIIe et VIIe siècle av. J.-C., avec Las Herrerías (es) entre autres sites.
XIXe siècle
Au XIXe siècle, la ville de 8 000 habitants est réputée pour son cabotage, son vin, son sucre et ses amandes. Son économie profite aussi de riches mines de plomb située à proximité.

## Administration
| Période                                  | Période | Identité            | Étiquette | Qualité |
| ---------------------------------------- | ------- | ------------------- | --------- | ------- |
| 2015                                     | N/A     | Manuel Cortés Pérez | PPA       | Maire   |
| Les données manquantes sont à compléter. |         |                     |           |         |

## Personnalités liées
- Isabel María Schiaffino Portillo († 1789), commerçante et industrielle espagnole , morte à Adra
- Cristina Ortiz, connue sous le surnom de « La Veneno » (1964-2016), actrice, chanteuse, mannequin et icône transgenre espagnole, née à Adra